# Golden Horseshoe
El Golden Horseshoe (en anglès: Ferradura Daurada), és una subregió del sud de Ontario, Canadà que se situa en l'extrem oest del llac Ontario amb els seus límits exteriors estenent-se des del llac Erie al sud i la badia Georgian al nord. La regió està densament poblada i industrialitzada. La major part d'ella pertany igualment a l'àrea metropolitana del Gran Toronto i Hamilton, al Corredor Quebec-Windsor i a la Megalòpolis dels Grans Llacs. Amb una població de 8,76 milions d'habitants de 2011, el Golden Horseshoe constitueix més d'una cambra de la població canadenca, i conté més de dos terços de la població de Ontario fent d'ella una de les majors concentracions de població d'Amèrica del Nord. Encara que geogràficament és considerada una subregió del sud d'Ontario, el Greater Golden Horseshoe és també usat per descriure a la regió metropolitana que s'estén per tota l'àrea, incloent centres urbans menors fos del nucli de la regió.
El nucli de la regió comença en Niagara Falls en l'extrem aquest de la península de Niàgara i s'estén cap a l'oest, envoltant l'extrem oest del llac Ontario passant per Hamilton per llavors girar cap al nord-est per dirigir-se a la seva ciutat principal, Toronto (en la costa nord-oest del llac Ontario), abans d'acabar en Oshawa, a l'est de Toronto. La regió s'endinsa en totes adreces des de la riba del llac Ontario, cap al sud-oest fins a Brantford, cap a l'oest fins a l'àrea de Kitchener-Waterloo, cap al nord fins a Barrie, i cap al nord-est fins a Peterborough. Tota la regió cobreix una àrea d'aproximadament 33500 km², dels quals, 7300 km² (el 22%) pertany a l'àrea protegida del Greenbelt (el cinturó verd).